# Tarzan nhí
Tarzan nhí (tiếng Indonesia: Tarzan Cilik) là một bộ phim thiếu nhi của Indonesia chiếu trên RCTI từ 26 tháng 1 2009

## Phân vai
| Diễn viên               | Nhân vật |
| Ibrahim Khalil Alkatiri | Tarzan   |
| Raffi Ahmad             | Kevin    |
| Olga Syahputra          | Olga     |
| Nina Zatulini           | Citra    |
| Shirin Amarain          | Saskie   |
| Zidni Adam              | Marco    |
| Ucok Baba               | Ucok     |
| Atoy Herlambang         | Bayu     |
| Pepi                    | Pepi     |
| Limbad                  | Limbad   |